# Маргарета Клементина Австрийска
Маргарета Клементина Мария Австрийска (на немски: Margarethe Klementine Maria Erzherzogin von Österreich; на унгарски: Habsburg–Toscanai Margit Klementina Mária főhercegnő; * 6 юли 1870, Алкзут (Алшутдобоз), Австро-Унгария; † 2 май 1955, Регенсбург) е австрийска ерцхерцогиня от унгарския клон на династията Хабсбург-Лотаринги и чрез женитба княгиня на Турн и Таксис (1890 – 1952).

## Биография
Тя е дъщеря на ерцхерцог Йозеф Карл Лудвиг Австрийски (1833 – 1905) и съпругата му принцеса Клотилда от Саксония-Кобург и Гота (1846 – 1927), дъщеря на принц Август фон Сакс-Кобург-Гота (1818 – 1881) и съпругата му Клементина Орлеанска (1817 – 1907), дъщеря на френския крал Луи-Филип. Майка ѝ Клотилда е по-голяма сестра на българския цар Фердинанд I. Леля ѝ Мария-Хенриета Австрийска се омъжва през 1853 г. за крал Леополд II от Белгия.
Маргарета Клементина Австрийска се омъжва на 15 юли 1890 г. в Будапеща за княз Алберт фон Турн и Таксис (1867 – 1952), вторият син на наследствения принц Максимилиан Антон фон Турн и Таксис (1831 – 1867) и херцогиня Хелена Баварска (1834 – 1890), сестра на императрица Елизабет (Сиси) от Австрия (1837 – 1898).
През 1913 г. за 100-годишния рожден ден на Рихард Вагнер нейният съпруг Алберт поема разходите за бюста на композитора във Валхала. На 15 юли 1950 г. княз Алберт и Маргарета празнуват тяхната диамантена сватба.
Маргарета Клементина Австрийска рисува и язди. Като художничка тя се нарича „Маргит фон Валзасина“. През Първата и Втората световна война тя служи като медицинска сестра. Тя взема при себе си в Регенсбург братята и сестрите си, когато те в края на войната през 1944 г. напускат Унгария.
Алберт фон Турн и Таксис умира на 22 януари 1952 г. на 84 години в дворец „Св. Емерам“ в Регенсбург. Маргарета умира след три години на 2 май 1955 г. на 84 години в Регенсбург. Двамата са погребани в княжеската гробница на дворец „Св. Емерам“ в Регенсбург. Тя е почетна гражданка на града. Днес две улици в Регенсбург носят името на двойката.

## Деца
Маргарета Клементина Австрийска и Алберт фон Турн и Таксис имат осем деца:
- Франц Йозеф (* 21 декември 1893, Регенсбург; † 13 юли 1971, Регенсбург), женен на 23 ноември 1920 г. в дворец Бронбах за принцеса Елизабет фон Браганса от Португалия (1894 – 1970), внучка на крал Мигел I
- Йозеф Алберт (* 4 ноември 1895, Регенсбург; † 7 декември 1895, Регенсбург)
- Карл Август (* 23 юли 1898, дворец Гаратсхаузен; † 26 април 1982, Регенсбург), 10. княз на Турн и Таксис, женен на 18 август 1921 г. в дворец Таксис за инфанта Мария Анна фон Браганса от Португалия (1899 – 1971), сестра на Елизабет, внучка на крал Мигел I
- Лудвиг Филип (* 2 февруари 1901, Регенсбург; † 22 април 1933, дворец Нидерайхбах), женен на 14 ноември 1922 г. в дворец Хоенбург за принцеса Елизабет фон Люксембург-Насау (1901 – 1950), дъщеря на Вилхелм IV Александър (1852 – 1912), велик херцог на Люксембург
- Макс Емануел, с по-късно име Патер Емерам (* 1 март 1902, Регенсбург; † 3 октомври 1994, Регенсбург), бенедиктинец
- Елизабет Хелена (* 15 декември 1903, Регенсбург; † 22 октомври 1976, Мюнхен), омъжена на 16 юни 1923 г. в Регенсбург за принц Фридрих Кристиан Саксонски (1893 – 1968), син на последния крал на Саксония Фридрих Август III
- Рафаел Райнер (* 30 май 1906, Регенсбург; † 8 юни 1993, Шванау), женен на 24 май 1932 г. в Регенсбург за принцеса Маргарета Шарлота Клементина фон Турн и Таксис (1913 – 1997), дъщеря на принц Максимилиан Теодор фон Турн и Таксис (1876 – 1939)
- Филип Ернст (* 7 май 1908, дворец Прюфенинг; † 23 юли 1964, дворец Хоенберг), женен на 8 септември 1929 г. в дворец Таксис за принцеса Еулалия Мария Антония Елеонора фон Турн и Таксис (1908 – 1993), дъщеря на принц Фридрих Ламорал фон Турн и Таксис (1871 – 1945)

## Галерия
- Княгиня Маргарета Клементина фон Турн и Таксис, ок. 1895
- Маргарета Клементина фон Турн и Таксис
- Дворец Св. Емерам в Регенсбург